# 文卡赖
文卡赖（Venkarai），是印度泰米尔纳德邦Namakkal县的一个城镇。总人口13447（2001年）。

## 人口
该地2001年总人口13447人，其中男性6709人，女性6738人；0—6岁人口1274人，其中男652人，女622人；识字率65.61%，其中男性为74.84%，女性为56.41%。